# Nectandra belizensis
Nectandra belizensis (Lundell) C.K. Allen – gatunek rośliny z rodziny wawrzynowatych (Lauraceae Juss.). Występuje naturalnie w Belize, Gwatemali, Nikaragui, Kostaryce, Panamie oraz Kolumbii. 

## Morfologia
PokrójZimozielone drzewo dorastające do 16 m wysokości.
LiścieMają kształt od eliptycznego do podłużnego. Mierzą 8–20 cm długości oraz 3–8 szerokości. Nasada liścia jest rozwarta. Liść na brzegu jest całobrzegi. Wierzchołek jest ostry lub spiczasty. Ogonek liściowy jest owłosiony i dorasta do 5–11 mm długości.
KwiatySą zebrane w wiechy. Rozwijają się w kątach pędów. Dorastają do 5–12 cm długości. Płatki okwiatu pojedynczego mają eliptyczny kształt i białą barwę. Kwiaty są niepozorne – mierzą 2–3 mm średnicy.
OwoceMają elipsoidalny kształt. Osiągają 8 mm długości oraz 6 mm średnicy.

## Biologia i ekologia
Rośnie w lasach o dużej wilgotności. Występuje na terenach nizinnych